# Olympische Jugend-Winterspiele 2012/Teilnehmer (Großbritannien)
| Gelbes Symbol für Goldmedaillen mit stilisierten Olympischen Ringen | Graues Symbol für Silbermedaillen mit stilisierten Olympischen Ringen | Braundes Symbol für Bronzemedaillen mit stilisierten Olympischen Ringen |
| ------------------------------------------------------------------- | --------------------------------------------------------------------- | ----------------------------------------------------------------------- |
| —                                                                   | 1                                                                     | —                                                                       |

Das Vereinigte Königreich nahm als Team GB an den Olympischen Jugend-Winterspielen 2012 in Innsbruck mit 24 Athleten in zehn Sportarten teil.

## Sportarten

### Biathlon
| Athleten     | Wettbewerb       | Zeit (Schießfehler) | Rang |
| ------------ | ---------------- | ------------------- | ---- |
| Jungen       |                  |                     |      |
| Calum Irvine | 7,5 km Sprint    | 22:28,5 min (5)     | 35   |
| Calum Irvine | 10 km Verfolgung | 33:33,1 min (6)     | 29   |

### Bob
| Athleten                     | Wettbewerb | Durchgang 1 | Durchgang 2 | Gesamt      | Gesamt |
| Athleten                     | Wettbewerb | Zeit        | Zeit        | Zeit        | Rang   |
| ---------------------------- | ---------- | ----------- | ----------- | ----------- | ------ |
| Jungen                       |            |             |             |             |        |
| Olly Biddulph James Lelliott | Zweierbob  | 54,87 s     | 54,54 s     | 1:49,41 min | 5      |
| Mädchen                      |            |             |             |             |        |
| Mica McNeill Jazmin Sawyers  | Zweierbob  | 56,29 s     | 55,66 s     | 1:51,95 min | Silber |
| Kirsten Emery Frances Slater | Zweierbob  | 56,42 s     | 55,92 s     | 1:52,34 min | 4      |

### Curling
| Athleten                                                      | Wettbewerb | Gruppenrunde | Gruppenrunde | Viertelfinale      | Viertelfinale      | Halbfinale         | Halbfinale         | Spiel um Bronze    | Spiel um Bronze    | Spiel um Bronze |
| Athleten                                                      | Wettbewerb | Siege        | Niederlagen  | Gegner             | Ergebnis           | Gegner             | Ergebnis           | Gegner             | Ergebnis           | Rang            |
| ------------------------------------------------------------- | ---------- | ------------ | ------------ | ------------------ | ------------------ | ------------------ | ------------------ | ------------------ | ------------------ | --------------- |
| Gemischt                                                      |            |              |              |                    |                    |                    |                    |                    |                    |                 |
| Rachel Hannen, Duncan Menzies, Thomas Muirhead, Angharad Ward | Team       | 3            | 4            | nicht qualifiziert | nicht qualifiziert | nicht qualifiziert | nicht qualifiziert | nicht qualifiziert | nicht qualifiziert |                 |

### Eishockey
| Athleten       | Wettbewerb       | Qualifikation | Qualifikation | Finale             | Finale             |
| Athleten       | Wettbewerb       | Punkte        | Rang          | Punkte             | Rang               |
| -------------- | ---------------- | ------------- | ------------- | ------------------ | ------------------ |
| Jungen         |                  |               |               |                    |                    |
| Lewis Hook     | Skills-Challenge | 7             | 12            | nicht qualifiziert | nicht qualifiziert |
| Mädchen        |                  |               |               |                    |                    |
| Katherine Gale | Skills-Challenge | 31            | 2             | 17                 | 5                  |

### Eiskunstlauf
| Athleten                         | Wettbewerb | Kurzprogramm | Kurzprogramm | Free Dance | Free Dance | Gesamt | Gesamt |
| Athleten                         | Wettbewerb | Punkte       | Rang         | Punkte     | Rang       | Punkte | Rang   |
| -------------------------------- | ---------- | ------------ | ------------ | ---------- | ---------- | ------ | ------ |
| Paar                             |            |              |              |            |            |        |        |
| Millie Paterson Edward Carstairs | Eistanz    | 30,70        | 11           | 40,35      | 12         | 71,05  | 11     |

### Freestyle-Skiing

#### Halfpipe
| Athleten          | Wettbewerb | Qualifikation | Qualifikation | Finale       | Finale |
| Athleten          | Wettbewerb | Punkte        | Rang          | Punkte       | Rang   |
| ----------------- | ---------- | ------------- | ------------- | ------------ | ------ |
| Jungen            |            |               |               |              |        |
| Tyler Harding     | Halfpipe   | 63,50 Punkte  | 8             | 62,75 Punkte | 10     |
| Mädchen           |            |               |               |              |        |
| Katie Summerhayes | Halfpipe   | 55,50 Punkte  | 5             | 55,00 Punkte | 5      |

### Shorttrack
| Athleten     | Wettbewerb | Viertelfinale | Viertelfinale | Halbfinale   | Halbfinale | Finale       | Finale |
| Athleten     | Wettbewerb | Zeit          | Rang          | Zeit         | Rang       | Zeit         | Rang   |
| ------------ | ---------- | ------------- | ------------- | ------------ | ---------- | ------------ | ------ |
| Jungen       |            |               |               |              |            |              |        |
| Jack Burrows | 500 m      | 45,491 s      | 3             | PEN          | PEN        | -            | 15     |
| Jack Burrows | 1000 m     | 1:34,981 min  | 2             | 1:33,700 min | 3          | 1:41,172 min | 7      |
| Aydin Djemal | 500 m      | 45,556 s      | 3             | 45,721 s     | 1          | 1:02,356 min | 13     |
| Aydin Djemal | 1000 m     | 1:33,582 min  | 3             | 1:37,035 min | 1          | 1:33,689 min | 10     |

### Ski Alpin
| Athleten        | Wettbewerb   | Durchgang 1 | Durchgang 2        | Gesamt             | Gesamt             |
| Athleten        | Wettbewerb   | Zeit        | Zeit               | Zeit               | Rang               |
| --------------- | ------------ | ----------- | ------------------ | ------------------ | ------------------ |
| Jungen          |              |             |                    |                    |                    |
| Paul Henderson  | Super-G      |             |                    | 1:06,97 min        | 17                 |
| Paul Henderson  | Riesenslalom | DNF         | nicht qualifiziert | nicht qualifiziert | nicht qualifiziert |
| Paul Henderson  | Slalom       | DNF         | nicht qualifiziert | nicht qualifiziert | nicht qualifiziert |
| Paul Henderson  | Kombination  | 1:05,89 min | DNF                | -                  | -                  |
| Mädchen         |              |             |                    |                    |                    |
| Rachelle Rogers | Super-G      |             |                    | 1:11,05 min        | 24                 |
| Rachelle Rogers | Riesenslalom | 1:03,61 min | DNF                | -                  | -                  |
| Rachelle Rogers | Slalom       | DNF         | nicht qualifiziert | nicht qualifiziert | nicht qualifiziert |
| Rachelle Rogers | Kombination  | DNF         | nicht qualifiziert | nicht qualifiziert | nicht qualifiziert |

### Skilanglauf
| Athleten    | Wettbewerb      | Qualifikation | Qualifikation | Viertelfinale      | Viertelfinale      | Halbfinale         | Halbfinale         | Finale             | Finale             |
| Athleten    | Wettbewerb      | Zeit          | Rang          | Zeit               | Rang               | Zeit               | Rang               | Zeit               | Rang               |
| ----------- | --------------- | ------------- | ------------- | ------------------ | ------------------ | ------------------ | ------------------ | ------------------ | ------------------ |
| Jungen      |                 |               |               |                    |                    |                    |                    |                    |                    |
| Scott Dixon | 10 km klassisch |               |               |                    |                    |                    |                    | 35:02,2 min        | 37                 |
| Scott Dixon | Sprint          | 1:52,40 min   | 33            | nicht qualifiziert | nicht qualifiziert | nicht qualifiziert | nicht qualifiziert | nicht qualifiziert | nicht qualifiziert |
| Mädchen     |                 |               |               |                    |                    |                    |                    |                    |                    |
| Sarah Hale  | 5 km klassisch  |               |               |                    |                    |                    |                    | 17:44,0 min        | 32                 |
| Sarah Hale  | Sprint          | 2:06,66 min   | 25            | 2:06,0 min         | 3                  | nicht qualifiziert | nicht qualifiziert | nicht qualifiziert | nicht qualifiziert |

### Snowboard

#### Halfpipe
| Athleten             | Wettbewerb | Qualifikation | Qualifikation | Qualifikation | Halbfinale   | Halbfinale   | Halbfinale | Finale             | Finale             | Finale             |
| Athleten             | Wettbewerb | Durchgang 1   | Durchgang 2   | Rang          | Durchgang 1  | Durchgang 2  | Rang       | Durchgang 1        | Durchgang 2        | Rang               |
| -------------------- | ---------- | ------------- | ------------- | ------------- | ------------ | ------------ | ---------- | ------------------ | ------------------ | ------------------ |
| Jungen               |            |               |               |               |              |              |            |                    |                    |                    |
| Lewis Courtier-Jones | Halfpipe   | 46,75 Punkte  | 60,00 Punkte  | 7             | 59,75 Punkte | 41,25 Punkte | 8          | nicht qualifiziert | nicht qualifiziert | nicht qualifiziert |

#### Slopestyle
| Athleten             | Wettbewerb | Qualifikation | Qualifikation | Qualifikation | Finale       | Finale       | Finale |
| Athleten             | Wettbewerb | Durchgang 1   | Durchgang 2   | Rang          | Durchgang 1  | Durchgang 2  | Rang   |
| -------------------- | ---------- | ------------- | ------------- | ------------- | ------------ | ------------ | ------ |
| Jungen               |            |               |               |               |              |              |        |
| Lewis Courtier-Jones | Slopestyle | 68,50 Punkte  | 47,75 Punkte  | 7             | 39,50 Punkte | 32,00 Punkte | 16     |